# Občina Ankaran
Občina Ankaran (slovinsky Občina Ankaran, italsky Comune di Ancarano) je jednou z 212 občin ve Slovinsku. Nachází se v Pobřežně-krasovém regionu na území historického Přímoří. Občinu tvoří jediné sídlo, její rozloha je 8,0 km² a k 1. lednu 2017 zde žilo 3 229 obyvatel. Správním střediskem občiny je Ankaran.

## Historie
Občina Ankaran vznikla rozhodnutím Ústavního soudu Republiky Slovinsko v červnu 2011 vyčleněním z městské občiny Koper, je tak nejmladší slovinskou občinou. Do roku 2014, kdy se uskutečnily první řádné volby, byla občina v konstituování (v konstituiranju, in constituzion).

## Sídla
- Ankaran (Ancarano)